# 膝蓋骨脱臼
膝蓋骨脱臼（しつがいこつだっきゅう）は、 膝蓋骨が通常の位置から外れる膝の損傷である。症状の多くは、膝が部分的に曲がったまま、痛みと腫れが伴う。さらに、見た目や感触で膝蓋骨が定位置からずれているのが分かることが多い。合併症には、膝蓋骨骨折や関節炎などがみられる。
膝蓋骨脱臼は通常、膝がまっすぐで下腿がねじれた状態から膝が外側に曲った際に発生する。時に、膝が曲がった状態で膝蓋骨を強打することによって発生することもある。一般的に関連付けられているスポーツには、サッカー、体操、アイスホッケー、などがあげられる。ほとんどの脱臼は、常に正中線からずれて発生する。診断は通常、症状に基づいて行われ、X線によって確認される。
整復は一般的に膝を真っ直ぐにして膝蓋骨を正中線に向かって押すことである。整復された後は、一般的に、副木で数週間膝を伸ばしたまっすぐな状態で固定される。その後、理学療法が行われる。一般的に初回の膝蓋骨脱臼後に手術をすることの有用性は不明確である。膝関節内の骨の一部を骨折した人や、膝蓋骨脱臼を複数回してる人には、手術が必要になることがある。
膝蓋骨脱臼は、年間10万人中約6人に発生する。これらは膝の怪我の約2％を占めている。一般的に最も診られる年齢は10歳から17歳である。発生の割合は男女共に同じくらいである。初回の脱臼後、約30％の人に再発する。 